# Xanthosoma syngoniifolium
Xanthosoma syngoniifolium är en kallaväxtart som beskrevs av Henry Hurd Rusby. Xanthosoma syngoniifolium ingår i släktet Xanthosoma och familjen kallaväxter. Inga underarter finns listade.